# Z/OS

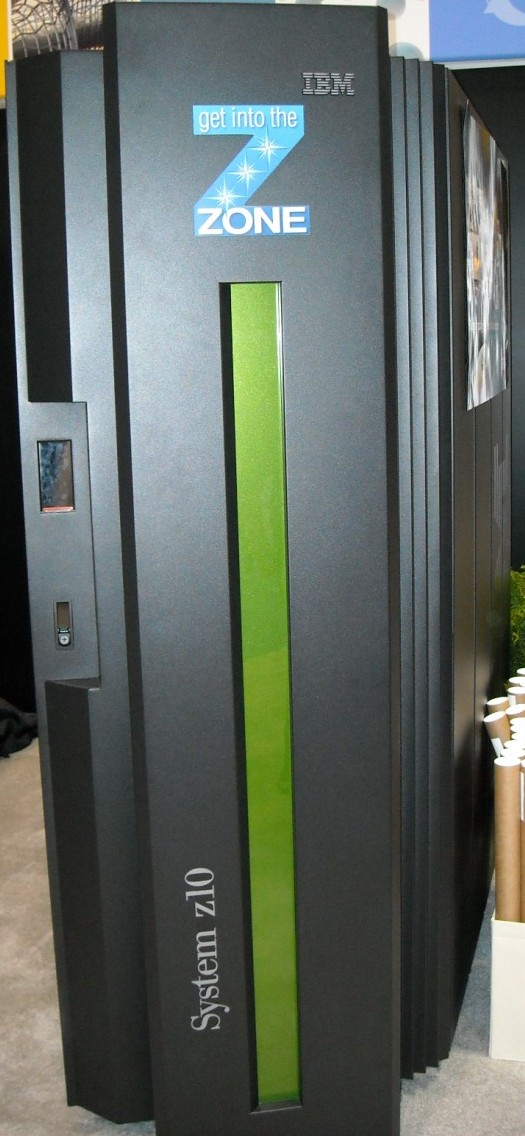
IBM System z10 BC Mainframe

Z/OS is een 64-bit besturingssysteem voor servers, ontwikkeld door IBM. Het is de opvolger van het IBM mainframe-besturingssysteem OS/390 en combineert MVS en UNIX System Services (een mainframe-implementatie van UNIX die aan de POSIX-normen voldoet en vroeger bekendstond als MVS Open Edition). 
Hoewel z/OS volhardt in het bewaren van veel opties, functies en interfaces die dateren uit de jaren zeventig of zelfs de jaren 60, biedt z/OS ook veel van dezelfde eigenschappen en elementen van zogenaamde open systemen. Dus hoewel CICS, IMS, RACF, SNA en gelijkaardige systemen nog steeds beschikbaar zijn en dagelijks worden gebruikt, wekken ze minder belangstelling op voor nieuwe applicaties dan tijdens de voorbije jaren. Z/OS draait nu ook Java, ondersteunt UNIX (Single UNIX Specification) API's en applicaties, en communiceert gemakkelijk over TCP/IP met het web. Een complementair IBM product, z/VM, verbetert ondersteuning voor Linux op hetzelfde systeem. Deze combinatie van de recentste functionaliteit binnen z/OS en simultane Linux ondersteuning heeft het mainframe grondig gemoderniseerd. z/VM treedt tegenwoordig op als hypervisor, waarbij men zowel z/OS als zLinux guests kan hosten.
Z/OS is ook in staat om in 32-bit (ESA/390) mode te draaien op pre-z/Architecture mainframes. Vanaf z/OS V1R6, geïntroduceerd op 24 september 2004, vereist z/OS echter een 64-bit zSeries- of System z9-server. (IBM zou z/OS V1R5 tot zeker 31 maart 2007 blijven ondersteunen.)
Z/OS is IBM's vlaggenschip onder de besturingssystemen, gewaardeerd vanwege zijn mogelijkheid om missie-kritieke, continue, grote zakelijke toepassingen te ondersteunen, met een hoog niveau van veiligheid en betrouwbaarheid.